# Шахер Момані
Шахер Момані (нар. 1962, Аджлун, Йорданія) — йорданський професор прикладної математики, один із десяти найвизначніших учених світу в галузі дробового числення за версією Web of Science (кілька разів між 2009 і 2013 роками). У 2014 і 2015 роках був обраний одним із найвпливовіших науковців світу за версією Thomson Reuters. Між 2014 і 2018 роками обраний Thomson Reuters як один із найбільш цитованих дослідників. 2017 року під час Всесвітнього наукового форуму король Абдалла ІІ бін Аль Хусейн відзначив Момані серед зірок науки Йорданії за його внесок у свою галузь діяльності.

## Кваліфікація та посади
- 1984 року в Ярмукському університеті[en] здобув ступінь бакалавра наук із математики.
- 1991 року в Уельському університеті[en] здобув ступінь доктора філософії з математики.[9]
- Стипендія Академії наук ісламського світу[en].[10]
- 2014—2016 роки — декан факультету природничих наук Йорданського університету.
- 2016—2018 роки — декан відділу наукових досліджень Йорданського університету.
- Член опікунської ради Технологічного університету принцеси Сумаї[en].
- 2010—2012 роки — член Йорданського фонду підтримки наукових досліджень.
- Член редакційної ради[en] The Jordanian Journal of Mathematics and Statistics.[11]
- Головний редактор журналу Dirasat Йорданського університету.
- 2012—2014 роки — завідувач кафедри математики Йорданського університету.
- 1994—1995 роки — завідувач кафедри математики в Мутському університеті[en].

## Нагороди
- Орден Короля Абдалли II за досконалість другого ступеня за наукові дослідження.
- Наукова премія ISESCO[en] 2008 року.[12]
- Премія видатного дослідника Алі Манго 2016 року.
- Премія TWAS[en] для молодих науковців 2000 року.
- Премія дослідника в Йорданії 2012 року.
- Премія видатного дослідника Йорданського університету.